# Rivière de l'Or
Pour les articles homonymes, voir Rivière de l'Or.
La rivière de l'Or est un tributaire du Grand lac Saint-François lequel constitue le lac de tête de la rivière Saint-François. Le cours de la rivière de l'Or" traverse le territoire des municipalités de Adstock (notamment le secteur de l'ex-municipalité de Saint-Méthode-de-Frontenac) et de Saint-Joseph-de-Coleraine, dans la MRC Les Appalaches, dans la région administrative de Chaudière-Appalaches, sur la Rive-Sud du fleuve Saint-Laurent, au Québec, Canada.

## Géographie
Les principaux bassins versants voisins de la rivière de l'Or sont :
- côté nord : rivière Bécancour, ruisseau Labonté ;
- côté est : ruisseau Couture, rivière Muskrat, rivière Noire (rivière Prévost-Gilbert), rivière Prévost-Gilbert ;
- côté sud : Grand lac Saint-François ;
- côté ouest : rivière Ashberham.

La rivière de l'Or tire sa source du lac du Huit situé dans la municipalité de Adstock, à l'est de la zone d'extraction minière de Thetford Mines, à l'est du lac Bécancour, à l'ouest de la route 269. Ce lac est situé au nord du 8e rang, dans le canton de Thetford et il s'étend jusqu'au 10e Rang. Son embouchure est situé sur la rive sud du lac, au fond de la baie des Bouleaux.
La rivière de l'Or coule d'abord sur 1,2 km vers le sud jusqu'à la Baie des Fortin du lac à la Truite (longueur : 3,2 km ; altitude : 379 m) que le courant traverse sur 1,1 km, en contournant la Pointe du Fer à Cheval, vers le sud-ouest jusqu'à son embouchure situé à l'extrême ouest du lac. Ce lac est un paradis de villégiature.
Puis la rivière reprend son cours sur 4,4 km vers le sud-ouest, en passant l'est de l'aéroport de Thetford Mines, en passant à l'ouest du Mont Adstock, puis en traversant la route 267, jusqu'au ruisseau Quenneville (venant de l'ouest). Dans son dernier segment, la rivière de l'Or coule sur 1,9 km vers le sud, en passant à l'ouest des Collines Poudrier, pour se déverser au fond d'une baie sur la rive nord du Grand lac Saint-François.
Dans son cours inférieur, la rivière constitue la démarcation entre les municipalités de Saint-Joseph-de-Coleraine et de Adstock (soit l'ex-municipalité de Saint-Méthode-de-Frontenac).
L'embouchure de la rivière de l'Or est situé sur la rive nord du Grand lac Saint-François, à 6,1 km (sur l'eau) au nord-est du barrage Jules-Allard qui est érigé à l'embouchure du Grand lac Saint-François, à 2,8 km (sur l'eau) au nord-est de l'embouchure de la rivière Ashberham et à l'ouest de l'embouchure de la rivière Muskrat.

## Toponymie
Jadis, ce cours d'eau était désigné sous la forme anglaise rivière Goldstream".
Le toponyme Rivière de l'Or a été officiellement inscrit le 4 août 1969 à la Commission de toponymie du Québec.